# 台中棒球場
24°8′54.9″N 120°41′20.1″E / 24.148583°N 120.688917°E
教育部體育署臺中棒球場位於臺灣臺中市北區，簡稱臺中棒球場，因地處國立臺灣體育運動大學校園旁，也常被稱為「臺灣體大棒球場」，為臺灣唯一的國立棒球場，曾是中華職棒興農牛隊和台灣大聯盟台中金剛隊的主球場。

## 簡介
1932年（昭和7年）臺灣總督府擬定在臺中建設棒球場之計畫，並在1934年正式開始興建工事；其主要設計者為折下及延。
1935年3月31日，臺中水源地野球場正式竣工，當時總面積達6,800坪（22,000平方）。
歷經多次整修。1950年到1970年間曾經是民聲杯棒球賽的場地，1998年以前之主管機關為臺灣省政府，當時稱為「臺灣省立棒球場」，1998年12月20日後移交行政院體育委員會，改名為「行政院體育委員會臺中棒球場」。球場連同臺中體育場一起委託國立臺灣體育學院（今國立臺灣體育運動大學）負責維修管理。
1998年至2004年間，興農牛曾經撥發經費進行維護，也把興農高球場的草皮移植至球場內野，是臺灣第一個種植內野草皮的棒球場。本來興農球團有意向臺中市政府要求認養台中球場，但因球場為行政院體育委員會管轄以致臺中市政府無法受理；後來打消認養意念，改以幫忙維修球場。
台中棒球場原本幅員狹小，全壘打牆不但低矮，且中外野及兩翼分別僅距本壘360英尺（109.7）、310英尺（94.5），因而被戲稱為「全壘打最多的球場」、「打者天堂」。但在2006年改建後，此球場已經成為標準的棒球場（距本壘400英尺（121.9）、325英尺（99.1））。2013年，行政院體育委員會改組為教育部體育署，名稱也改為現名。
隨著北屯區的台中洲際棒球場於2008年完工、以及義大犀牛將主場設在澄清湖棒球場，中華職棒於2013年下半球季之後沒有在台中棒球場舉行例行賽。

## 公車資訊

### 台中市市區公車
站牌名為《臺中一中》
- 台中客運：
  - 41 國立公共資訊圖書館－勤益科技大學－水井前（慈明高中）
  - 131 北屯區行政大樓－朝陽科技大學
  - 142 豐年社區五站－綠川東站－豐年社區五站
  - 163 華盛頓中學－綠川東站－華盛頓中學

- 統聯客運：
  - 50 新民高中－921地震教育園區
  - 56 干城－嶺東科技大學－新烏日火車站
  - 59 舊社公園－新民高中－舊正
  - 81 統聯轉運站－臺中火車站－太平

- 豐原客運：
  - 270 豐富公園－大南－東勢
  - 271 豐富公園－東興－東勢
  - 276 豐富公園－興中山莊－東勢
  - 277 豐富公園－復盛里－東勢

- 東南客運：
  - 7 臺中一中－永成公園（永富街）
  - 67 東海別墅－臺中火車站

- 全航客運：
  - 65 潭雅神綠園道－南區區公所

## 備考
1. ↑  臺中棒球場常被誤認為「臺中市立棒球場」；實際上，臺中市立棒球場位於大墩路的「臺中市立萬壽棒球場」。

## 外部連結
- 台中棒球場在台灣棒球維基館上的頁面（繁體中文）
- 中華職棒大聯盟全球資訊網-國立台灣體育運動大學台中棒球場 （页面存档备份，存于）